# Vedoznalec
Vedoznalec oz. (kvenjsko) Lambengolmor je status izmišljenih oseb iz Tolkienove mitologije, serije knjig o Srednjem svetu britanskega pisatelja J. R. R. Tolkiena.
Vedoznalci so modreci, prevsem izkušeni jezikoslovci in zgodovinarji. Branko Gradišnik, ki je v Gospodarju prstanov besedo vedoznalec prevajal iz izvirne angleške lore-master, opredeljuje pomen tako: kdor se spozna na izročilo in vede; tudi »poznavalec izročila«. Izraz se v večini nanaša na viline in ljudi. 
Znani vedoznalci so bili:
- Rúmil
- Daeron
- Maglor
- Pengolodh
- Gandalf
- Fëanor